# رحلات الفضاء في عام 2021

## نظرة عامة

### علم الكواكب
وصلت ثلاث مركبات فضائية من ثلاثة برامج لاستكشاف المريخ من الإمارات العربية المتحدة والصين والولايات المتحدة (مسبار الأمل ومركبة تيانوين 1 ومارس 2020) إلى المريخ في فبراير.
هبطت مركبة برسفيرنس الجوالة في 18 فبراير. كجزء من مهمة مارس 2020، نفذت طائرة إنجينيوتي الروبوتية التي تعمل بالطاقة الشمسية أول رحلة لطائرة تعمل بالطاقة على كوكب آخر في تاريخ البشرية. تتصل الطائرة مع المركبة الجوالة وتستخدم تحكمًا ذاتيًا خلال رحلاتها القصيرة المُبرمجة مسبقًا.
هبطت مسبار تيانوين 1 ومركبة زورونج الجوالة في 14 مايو، بعد إجراء مسح جيولوجي لموقع الهبوط من المدار. نُشرت مركبة زورونج على سطح المريخ في 22 مايو، ما جعل الصين ثاني دولة في التاريخ تنشر بنجاح مركبة جوالة على سطح المريخ. نشرت العربة الجوالة بعد ذلك كاميرا يتم التحكم فيها عن بعد على سطح المريخ، والتي التقطت صورة جماعية لمركبة الإنزال والمركبة الجوالة في 1 يونيو.
أُطلِق مسبار لوسي الفضائي التابع لناسا، في 16 أكتوبر، وبدأ رحلة مدتها 12 عامًا إلى سبعة كويكبات مختلفة، إذ قام بزيارة ستة كويكبات طروادة تابعة للمشتري وكويكب واحد في الحزام الرئيسي. كويكبات طروادة هي كويكبات تشترك مع المشتري في مداره حول الشمس، وتدور إما أمام أو خلف الكوكب.
أُطلِقت مهمة اختبار إعادة توجيه الكويكب المزدوج (دارت) في 24 نوفمبر. زار مسبار دارت الفضائي الكويكب المزدوج ديديموس واختبر التأثيرات الحركية لتصادم مع قمر كويكبي لاختبار آليات الدفاع الكوكبي وما إذا كان يمكن لهذا الاصطدام أن يحرف كويكبًا عن مسار تصادم مع الأرض.
يستمر مسبار جونو باكتشاف كوكب المشتري. في الأصل، كان من المقرر أن تنتهي مهمة المسبار في 31 يوليو عن طريق الاحتراق في الغلاف الجوي للمشتري بعد المرور بنقطة الحضيض للمرة الخامسة والثلاثين حول الكوكب. مع ذلك، في 8 يناير 2021، أعلنت ناسا أن المركبة ستبدأ مهمةً ثانية حتى سبتمبر 2025، وقد تشمل التحليق بالقرب من قمري أوروبا وآيو.
أخيرًا، أطلقت مركبة تيانوين 1 المدارية كاميرا أخرى قابلة للنشر في مدار المريخ في 31 ديسمبر 2021، لتصوير نفسها والغطاء الجليدي الشمالي للمريخ من المدار.

### استكشاف القمر
وصلت مركبة الهبوط الصينية تشانج آه 4 ومركبة يوتو 2 الجوالة إلى اليوم رقم 1000 على الجانب البعيد من القمر.

### رحلات الفضاء البشرية
صُور الفيلم الروسي The Challenge على متن محطة الفضاء الدولية في أكتوبر 2021 من قبل المخرج الروسي كليم شيبينكو مع الممثلة يوليا بيريسيلد، وهو أول فيلم روائي طويل يُصور في الفضاء من قبل صناع أفلام محترفين.
سُجل رقم قياسي جديد لأكبر عدد من البشر في المدار (14) في 16 سبتمبر 2021، وسُجل رقم قياسي جديد لأكبر عدد من البشر في الفضاء (19) في وقت واحد (10 في محطة الفضاء الدولية، و3 على متن محطة تيانجونج الفضائية، و6 على متن نيو شيبرد 19) في 11 ديسمبر 2021.

#### محطات فضاء
بدأت الصين بناء محطة تيانجونج الفضائية (المرحلة 3 في برنامج تيانجونج) بإطلاق وحدة تيانهيه الأساسية في 29 أبريل 2021. أُطلِقت مهمة تيانتشو المُحملة بالمؤن في 29 مايو 2021، ومهمة شنتشو 12 المأهولة في 17 يونيو 2021. أطلقت شنتشو 13 طاقمًا ثانيًا في 15 أكتوبر وأجرت أول نشاط خارج المركبة في 7 نوفمبر، ما جعل وانغ يابينغ أول رائدة فضاء صينية تقوم بنشاط خارج المركبة.
شهدت محطة الفضاء الدولية إزالة وحدة واحدة بشكل دائم من وإضافة وحدتين جديدتين. أصبح وحدة بيرس أول عنصر صالح للسكن في المحطة يتم إيقاف تشغيله وفصله عن المحطة وإزالته من المدار في 26 يوليو 2021 لإفساح المجال لوحدة نوكا، أول وحدة جديدة في الجزء المداري الروسي لمحطة الفضاء الدولية (وأول وحدة جديدة لمحطة الفضاء الدولية) خلال السنوات العديدة الماضية. أُطلِقت وحدة نوكا روسية الصنع من مينار بايكونور الفضائي في 21 يوليو 2021. حملت وحدة نوكا على متنها الذراع الروبوتية الأوروبية (إي آر إيه) إلى محطة الفضاء الدولية. أيضًا، أضيفت وحدة بريشال الروسية الجديدة إلى محطة الفضاء الدولية بعد إطلاقها في 24 نوفمبر 2021.